# Thomas Wolkinger
Thomas Wolkinger (* 1968 in Graz) ist ein österreichischer Journalist, der unter anderem für die  Kleine Zeitung und den Falter tätig war. Seit 2011 ist Wolkinger Journalismusdozent an der FH Joanneum in Graz.

## Leben und Karriere
Thomas Wolkinger wurde 1968 in Graz als Sohn des österreichischen Biologen und Naturschützers Franz Wolkinger geboren. Von 1987 bis 1992 studierte er Rechtswissenschaft an der Karl-Franzens-Universität in Graz. Danach arbeitete Wolkinger von 1995 bis 2001 bei der Kleinen Zeitung, davon von 1995 bis 1997 im Ressort Außenpolitik sowie von 1997 bis 2001 bei der Online-Ausgabe, wo er die Leitung und Geschäftsführung übernahm. Von 2005 bis 2011 leitete er die Steiermark-Redaktion der Wochenzeitung Falter, bis die Redaktion aus finanziellen Gründen aufgelassen wurde. Seit 2011 ist Wolkinger hauptberuflich Lehrender an der FH Joanneum.

## Privat
Wolkinger ist mit der österreichischen Grünen-Politikerin Judith Schwentner verheiratet und hat zwei Kinder.